# Толщиномер
Толщиномер — измерительный прибор, позволяющий с высокой точностью измерить толщину материала или слоя покрытия материала (такого как краска, лак, грунт, шпаклёвка, ржавчина, толщину основной стенки металла, пластмасс, стекла, а также других неметаллических соединений, покрывающих металл). Современные приборы позволяют измерить толщину покрытия без нарушения его целостности.
Применяется в автомобильной, судостроительной промышленности для контроля качества лакокрасочного покрытия транспортных средств, в ремонтных работах, для определения состояния кузова или обшивки по результатам эксплуатации. В строительстве применяется для определения толщины покрытия металла, имеющего в своём составе противопожарные, антикоррозийные и другие виды компонентов, используемые при создании конструкций зданий.
Используется в работе экспертов-оценщиков, страховщиков, профессиональных полировщиков, контролирующих качество проведения покрасочных работ.
Толщиномеры делятся по принципу их работы, сфере применения, а также способу произведения измерений на: механические, электромагнитные, ультразвуковые, магнитные, вихретоковые, электромагнитновихретоковые. Существуют устройства, выполненные в форме датчика, присоединяемого к компьютеру или смартфону.

## Механические
Толщиномер мокрого слоя предназначен для оперативного контроля неотвердевших лакокрасочных покрытий, чтобы затем сделать выводы о толщине сухой плёнки. Контроль толщины наносимого лакокрасочного покрытия позволяет избежать возникновения проблем связанных с укрывистостью, скоростью сушки, внешним видом покрытия, перерасходом краски и так далее. Толщиномеры мокрого слоя изготавливаются из пластмассы, алюминия или нержавеющей стали согласно требованиям стандартов ISO 2808—2007, ASTM D 4414 (гребёнка), ASTM D 1212 (колесный толщиномер), ГОСТ Р 51694-2000. При контроле толщины мокрого слоя с помощью гребёнки, последнюю вдавливают в покрытие перпендикулярно поверхности и прижимают до основания. Через несколько секунд её извлекают для осмотра. Толщина мокрого слоя находится в диапазоне между максимальным значением «мокрого» зубца и минимальным значением «сухого» зубца гребёнки.

## Электромагнитные
В приборах данного вида для измерений используются как магнитная индукция, так и эффект Холла, позволяющий проводить измерения плотности магнитного поля. Для создания магнитного поля чаще всего используется мягкий ферромагнитный стержень с катушкой. Также, в свою очередь, для обнаружения каких-либо изменений в магнитном потоке применяется второй стержень с катушкой. Толщина покрытия определяется путём измерения плотности магнитного потока. Допустимый процент погрешности измерений для приборов данного типа равен ± 3 %.

## Вихретоковые
Для проведения измерений непроводящих покрытий без их разрушения используются толщиномеры с вихретоковым принципом действия. На поверхности зонда прибора с помощью тока (с частотой от сотен Гц до единиц КГц), проходящего через катушку, на которую намотана тонкая проволока, генерируется переменное магнитное поле. При приближении зонда к токопроводящей поверхности, переменное магнитное поле генерирует на ней вихревые токи (токи Фуко). Вихревые токи создают собственные (противоположные первичному) электромагнитные поля, которые могут быть измерены основной или второстепенной обмоткой. Вихретоковый метод используется преимущественно для хорошо проводящих поверхностей, в частности сделанных из цветных металлов (например алюминий). Величина напряжения на измерительной обмотке (измеряемая величина) зависит от расстояния от неё до электропроводящей поверхности, которая и является толщиной непроводящего покрытия.

## Ультразвуковые
Для ультразвуковых толщиномеров характерно наличие ультразвукового датчика в зонде, который посылает импульс через анализируемое (чаще всего неметаллическое) покрытие. Импульс отражается от поверхности и затем преобразуется датчиком в высокочастотный электрический сигнал. Эхо сигнала оцифровывается и анализируется для определения толщины покрытия. Допустимый процент погрешности измерений для приборов данного типа равен ± 3 %.
Ультразвуковые толщиномеры часто используются в ситуациях, когда имеется доступ только к одной стороне поверхности изделия, толщина которого должна быть определена, например: трубопроводы или в тех местах, где простые механические измерения невозможны или нецелесообразны по другим причинам, таким как, размер изделия или ограниченный доступ. Факт того, что измерение толщины может быть сделано легко и быстро с одной стороны, без необходимости вырезания какой-либо части, является главным преимуществом использования ультразвукового толщиномера. Практически любой конструкционный материал может быть измерен с помощью ультразвука. Ультразвуковой толщиномеры может быть использован для металлов, пластмасс, композитов, стекловолокна, керамики и стекла.
Ультразвуковой контроль является одним из методов неразрушающего контроля без необходимости резки или секционирования. Диапазон измерений зависит от материала и выбранного преобразователя, и может быть в пределах от 0,08 мм до 635 мм. (Как правило такие материалы как: дерево, бетон, бумага и пенопласта обычно не подходят для измерения с обычными ультразвуковыми датчиками).
Все ультразвуковые толщиномеры работают на основе точного измерения времени необходимого звуковому импульсу, сгенерированному преобразователем, для прохождения через тестовый образец. Поскольку звуковые волны отражаются от поверхности материала, измерение эхо от дальней стороны образца может быть использовано с целью измерения его толщины, таким же образом, как радар или сонар для измерения расстояния. Разрешение может быть в пределах 0,001.

## Магнитные
Принцип работы магнитных толщиномеров основан на использовании свойств постоянных магнитов. Позволяют производить замер немагнитных покрытий нанесённых на магнитные основания. Процесс замера осуществляется на основе оценки силы взаимодействия магнита толщиномера и основания измеряемого покрытия. Изменение толщины покрытия изменяет силу взаимодействия магнита и основания измеряемой специально откалиброванной шкалой.